# Vattenlöpare
För fågelarten Lochmias nematura, se bäcksmyg.
Vattenlöpare (även Bäcklöpare), Veliidae, är en familj som beskrevs av Charles Jean Baptiste Amyot och Jean Guillaume Audinet-Serville, 1843
Vattenlöpare ingår i överfamiljen Gerroidea, ordningen halvvingar, klassen egentliga insekter, fylumet leddjur, och riket djur. Enligt Catalogue of Life omfattar familjen Veliidae 106 arter. I Centraleuropa förekommer 6 arter.
Vattenlöparen påminner till utseende och levnadssätt mycket om den närbesläktade familjen skräddare, men är generellt sett mindre än dessa och har kortare ben.
Ett kännetecken som skiljer vattenlöparna från skräddare är att frambenen hos vattenlöparna är lika långa som insektens övriga ben, till skillnad från hos skräddare, hos vilka det andra och tredje benparet är längre än frambenen. Vattenlöpare är också mer landlevande än skräddare och hittas ofta i strandkanten, bland vegetationen och under stenar. 
Många arter hittas vid olika slags rinnande vattendrag, som bäckar och åar, men det finns också arter som föredrar mer stillastående vattenansamlingar. 
De är predatorer som tar andra små, vattenlevande ryggradslösa djur. Arterna har sinnesorgan i benen som kan känna igen små vibrationer.

## Dottertaxa till Veliidae, i alfabetisk ordning[1]
- Haloveliinae Esaki, 1930
  - Entomovelia Esaki, 1930
  - Halovelia Bergroth, 1893
  - Haloveloides Andersen, 1992
  - Ocheovelia J. Polhemus & D. Polhemus, 2006
  - Strongylovelia Esaki, 1924
  - Xenobates Esaki, 1927
- Microveliinae China & Usinger, 1949
  - Aegilipsicola J. Polhemus & D. Polhemus, 1994
  - Aegilipsovelia J. Polhemus, 1970
  - Aphrovelia J. Polhemus & D. Polhemus, 1988
  - Aquulavelia Thirumalai, 1999
  - Baptista Distant, 1904
  - Brechivelia D. Polhemus & J. Polhemus, 2004
  - Carayonella Poisson, 1948
  - Cylicovelia J. Polhemus & Copeland, 1996
  - Drepanovelia Andersen & Weir, 2001
  - Euvelia Drake, 1957
  - Fijivelia J. Polhemus & D. Polhemus, 2006
  - Geovelia Zimmermann, 1984
  - Gracilovelia Poisson, 1955
  - Hebrovelia Lundblad, 1939
  - Husseyella Herring, 1955
  - Lacertovelia Andersen & Weir, 2001
  - Lathriovelia Andersen, 1989
  - Mangrovelia Linnavuori, 1977
  - Menuthiasia Poisson, 1952
  - Microvelia Westwood, 1834
  - Microveloidella Poisson, 1952
  - Microvelopsis Andersen & Weir, 2001
  - Millotella Poisson, 1948
  - Neoalardus Distant, 1912
  - Nesidovelia Andersen & Weir, 2001
  - Neusterensifer J. Polhemus & D. Polhemus, 1994
  - Nilsvelia Cassis, Hodgins, Weir & Tatarnic, 2017
  - Papuavelia D. Polhemus & J. Polhemus, 2000
  - Petrovelia Andersen & Weir, 2001
  - Phoreticovelia D. Polhemus & J. Polhemus, 2000
  - Pseudovelia Hoberlandt, 1951
  - Rheovelia D. Polhemus & J. Polhemus, 2004
  - Submicrovelia Poisson, 1951
  - Tanyvelia J. Polhemus & D. Polhemus, 1994
  - Tarsovelia J. Polhemus & D. Polhemus, 1994
  - Tarsoveloides Andersen & Weir, 2001
  - Tenagovelia Kirkaldy, 1908
  - Tonkouivelia Linnavuori, 1977
  - Tubuaivelia J. Polhemus & D. Polhemus, 2008
  - Velohebria Stys, 1976
  - Xiphovelia Lundblad, 1933
  - Xiphoveloidea Hoberlandt, 1951
- Ocelloveliinae Drake & Chapman, 1963
  - Ocellovelia China & Usinger, 1949
- Perittopinae China & Usinger, 1949
  - Perittopus Fieber, 1861
- Rhagoveliinae China & Usinger, 1949
  - Chenevelia Zettel, 1996
  - Rhagovelia Mayr, 1865
  - Tetraripis Lundblad, 1936
- Veliinae Amyot & Serville, 1843
  - Angilia Stål, 1865
  - Angilovelia Andersen, 1981
  - Arcantivelia Solórzano Kraemer & Perrichot in Solórzano Kraemer et al., 2014†
  - Balticovelia Andersen, 2000†
  - Electrovelia Andersen, 1998†
  - Oiovelia Drake & Maldonado-Capriles, 1952
  - Paravelia Breddin, 1898
  - Platyvelia J. Polhemus & D. Polhemus, 1993
  - Polhemovelia Zettel & Sehnal, 2000
  - Steinovelia J. Polhemus & D. Polhemus, 1993
  - Stridulivelia Hungerford, 1929
  - Velia Latreille, 1804
  - Veloidea Gould, 1934

## Bildgalleri

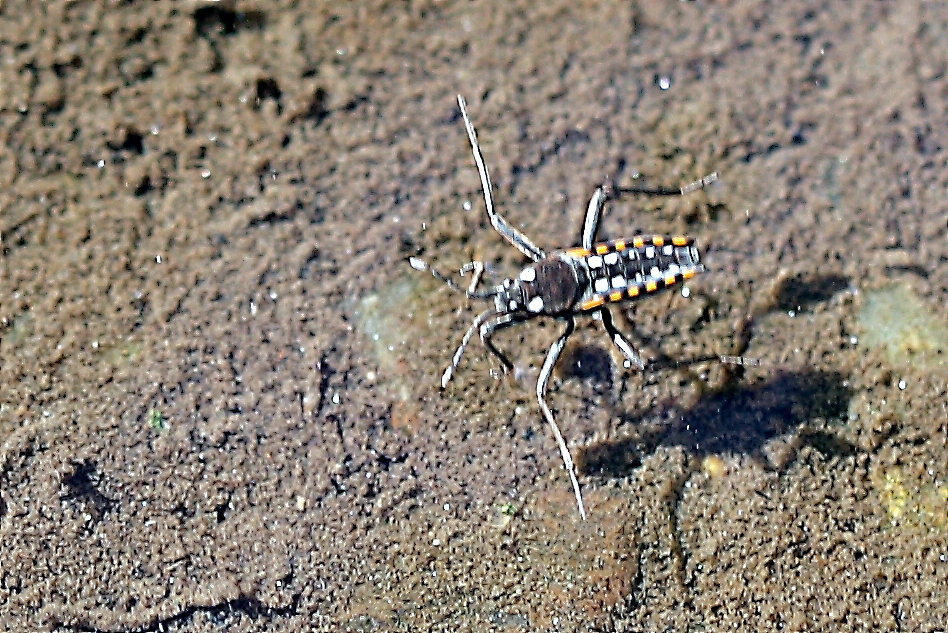
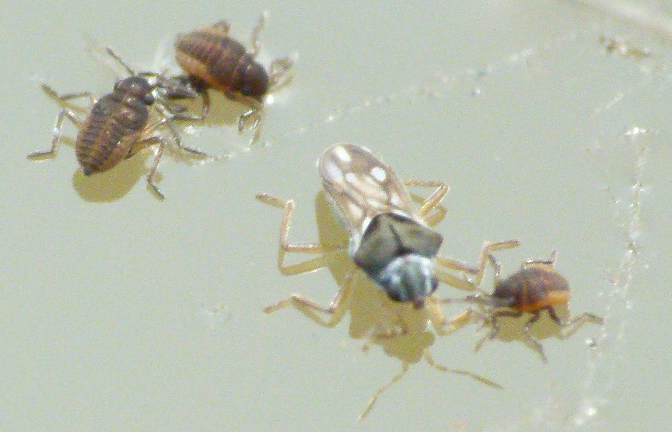
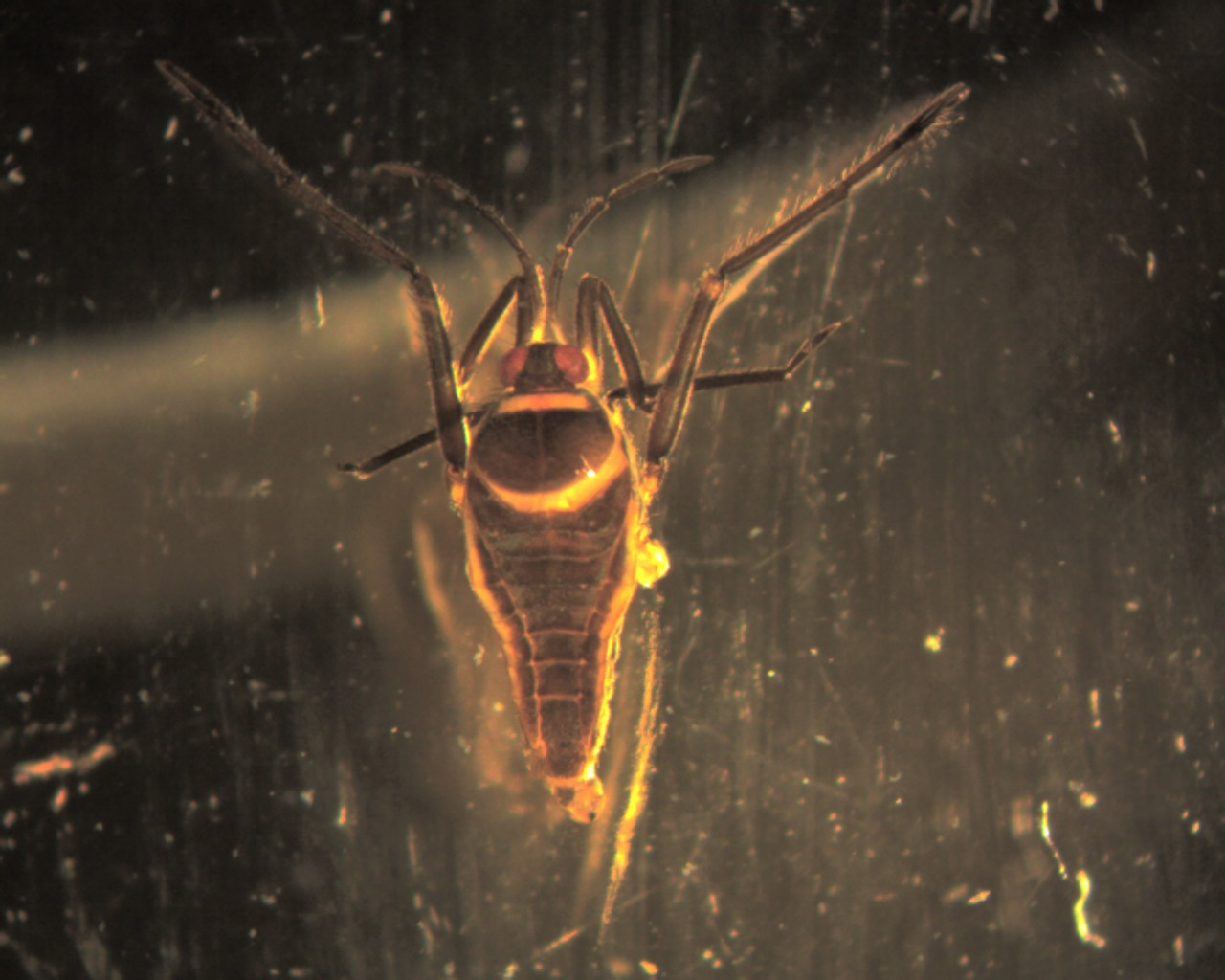
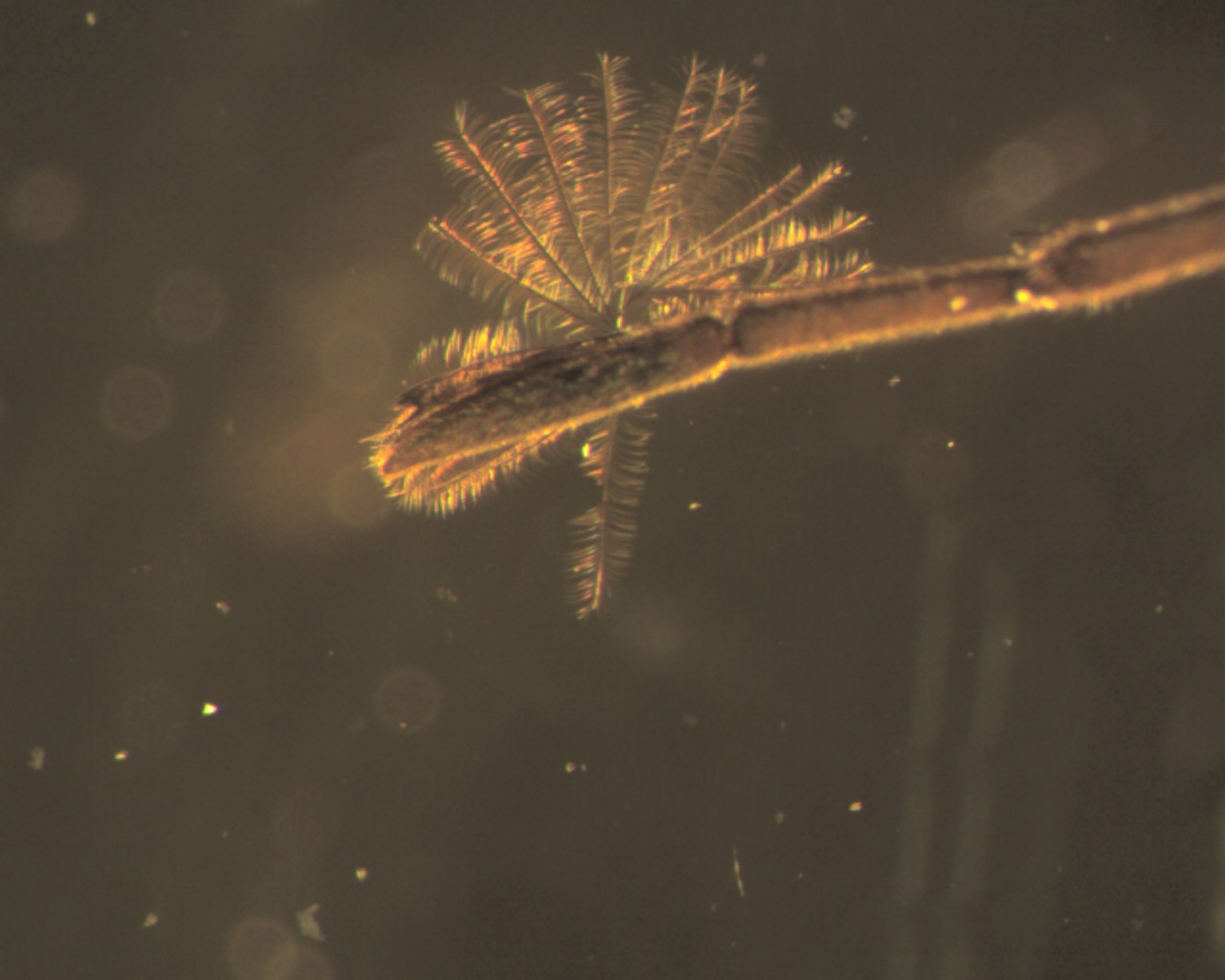
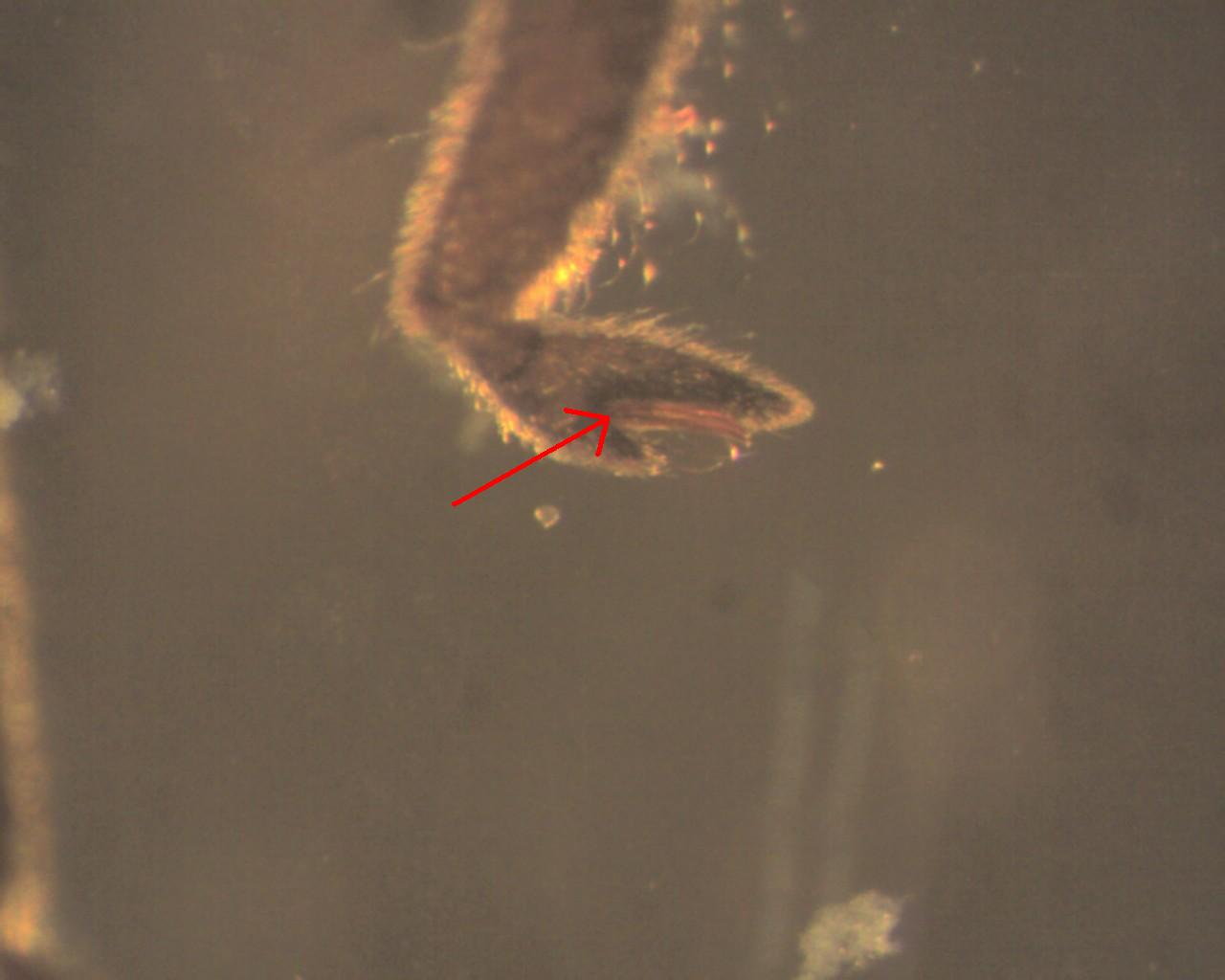